# Тульчинский, Григорий Львович
Гри́горий Льво́вич Тульчи́нский (род. 3 августа 1947, Ленинград, СССР) — советский и российский философ, специалист по философии культуры, логике и методологии науки. Доктор философских наук (1987), профессор, заслуженный деятель науки Российской Федерации (1995).

## Биография
Родился 3 августа 1947 года в Ленинграде.
С 1963 года работал техником, инженером, конструктором, наладчиком.
В 1964—1967 годах — техник-конструктор ЦКБ «Айсберг».
В 1967—1971 годах — старший техник, инженер-наладчик ЛОПИ «Проектпромвентиляция».
В 1973-1975 годах — преподаватель обществоведения в Ленинградском автотранспортном техникуме.
В 1974 — 2009 годах по совместительству преподавал логику и философию в вузах Ленинграда.
В 1975 году окончил философский факультет ЛГУ имени А. А. Жданова.
В 1975—1979 годах — инженер-социолог ЛПО «Ленрыбпром»(«Ленокеанрыбфлот»)
В 1978 году окончил аспирантуру философского факультета ЛГУ имени А. А. Жданова по кафедре логики и защитил диссертацию на соискание учёной степени кандидата философских наук по теме «Логико-философский анализ семантики формализованных языков». Специальность 09.00.07 «Логика».
В 1979 — 2008 годах — профессор кафедры менеджмента и экономики Санкт-Петербургского государственного университета культуры и искусств.
В 1987 году в ЛГУ имени А. А. Жданова защитил диссертацию на соискание учёной степени доктора философских наук по теме «Нормативно-ценностная природа осмысления действительности». Специальность — 09.00.01 «Онтология и теория познания».
В 1989-1991 годах — Президент философского клуба СИЗИФ.
В 1990—2002 годах — член коллегии Комитета по культуре СПб, председатель Научного совета Комитета, координатор программ развития сферы культуры СПб.
В 1992—1996 годах — Президент Гуманитарно-творческой Ассоциации «Живая культура».
С 1996 года — член Академии гуманитарных наук.
С 1999 года — организатор международной кафедры (ЮНЕСКО) по философии и этике Санкт-Петербургского научного центра РАН.
С 2003 года — эксперт Экспертного института РСПП.
С 2008 года — Президент Международной Академии меценатства.
С 2008 года — профессор кафедры прикладной политологии отделения прикладной политологии факультета менеджмента НИУ ВШЭ (Санкт-Петербургский филиал)
Член советов по защитам докторских и кандидатских диссертаций по философии и социологии.
Эксперт Министерства регионального развития РФ по социальному партнёрству.
Член редакции журнала «Философские науки», «Социально-политические науки»

## Научная деятельность
В область научных интересов Г. Л. Тульчинского входят философия культуры и личности, логика, методология науки, технология управления в сфере культуры, российский и советский духовный опыт. Г. Л. Тульчинский считает, что человек не способен жить в бессмысленном мире, поскольку это лишает его оправданности существования. Именно осмысление определяет познание, мотивацию, творчество. Основным выражением осмысления является идея как слияние знания реальности (истины), ценности или цели (оценка) и порядка её воплощения в жизнь (нормы). Это слияние может быть отрефлектирован (в научных формах знания), как и может быть синкретичным (обыденное сознание и опыт). Эти взгляды получили развитие в концепциях «стереоскопической» семантики, «инорациональности» как меры и содержания свободы и ответственности. В последние годы Г. Л. Тульчинский занимался метафизикой нравственности, философией поступка, особенно — проблемой самозванства как антитезы призвания и святости и главного источника невменяемости, безответственности, неразумности.

## Награды
- Заслуженный деятель науки Российской Федерации (1995)[1][2].

## Научные труды

### Монографии
- Гусев С. С., Тульчинский Г. Л. Проблема понимания в философии. — М.: Политиздат, 1985;
- Проблема осмысления действительности. — Л., 1986;
- Разум, воля, успех. О философии поступка. — Л., 1990;
- Испытание именем, или Свобода и самозванство. — СПб., 1994;
- Самозванство. Феноменология зла и метафизика свободы. — СПб., 1996;
- Смысл и свобода. Новый сдвиг гуманитарной парадигмы. — Нью-Йорк, 2000.
- Векслер А. Ф., Тульчинский Г. Л. Зачем бизнесу спонсорство и благотворительность. — М., СПб. : Вершина, 2006.
- Истории по жизни: опыт персонологической систематизации, СПб: Алетейя, 2007;
- Тульчинский Г. Л., Герасимов С. В., Лохина Т. В. Менеджмент специальных событий. — Самара : Лань, 2009.
- Шекова Е. Л., Тульчинский Г. Л. Менеджмент в сфере культуры. — Самара : Лань, 2009.
- Тульчинский Г. Л., Артемьева Т. В. Фандрейзинг. Привлечение средств на проекты и программы в сфере культуры и образования. Учебное пособие. — СПб. : Лань, 2010.
- Андрейченко В. В., Горин Н. И., Нещадин А. А., Роговая В. Г., Тульчинский Г. Л. Социальное партнёрство: Опыт, технологии, оценка эффективности. — СПб. : Алетейя, 2010.
- Герасимов С. В., Лохина Т. В., Тульчинский Г. Л. Менеджмент специальных событий в сфере культуры. (недоступная ссылка) — СПб. : Лань, 2010.
- Культура деловой и политической аргументации. Учебно-методическое пособие. (недоступная ссылка) — СПб. : ЮТАС, 2010.
- PR в сфере культуры. (недоступная ссылка) — СПб. : Лань, 2011.
- Тульчинский Г. Л., Бразговская Е. Е., Лимеров П. Ф. Семиозис и культура: лабиринты смысла / Под общ. ред.: И. Е. Фадеева, В. А. Сулимов. — Сыктывкар : Коми государственный педагогический институт, 2012.
- Шекова Е. Л., Тульчинский Г. Л., Евланов В. Н., Новаторов Э. В. Менеджмент и маркетинг в сфере культуры: практикум (недоступная ссылка) / Под общ. ред.: Е. Л. Шекова. — СПб. : Планета музыки, 2012.
- Корпоративные социальные инвестиции и социальное партнерство: технологии и оценка эффективности. (недоступная ссылка) — СПб. : НИУ ВШЭ (Санкт-Петербург), 2012.
- Основы связей с общественностью. Опорный конспект в схемах и таблицах. — СПб. : НИУ ВШЭ (Санкт-Петербург), 2013.
- Тульчинский Г. Л., Кадырова С. В. Self-management в сфере культуры и искусства. (недоступная ссылка) — СПб. : Планета музыки, 2013.
- Корпоративная социальная ответственность: технологии и оценка эффективности. Учебник для бакалавров. — М. : Юрайт, 2014.
- Коммуникативный универсум духовной культуры. Монография. М. Н. Эпштейн, В. А. Бажанов, Б. Л. Губман, С. Н. Гавров, И. Э. Клюканов, Е. Б. Рашковский, И. Семецки, В. В. Томашов, Г. Л. Тульчинский. — М.: РосНОУ, 2015. — 288 с. ISBN 978-5-89789-104-7

### Статьи
на русском языке
- Тульчинский Г. Л. К упорядочению междисциплинарной терминологии // Психология процессов художественного творчества. — Л.: 1980. — С. 241—245.
- Портнов А. Н., Тульчинский Г. Л. Динамика понимания и семиотический анализ культуры // Диалектика познания и активность сознания. — Иваново, 1985. — С. 69—79.
- Тульчинский Г. Л. Слово и тело постмодернизма // Вопросы философии. — 1999. — № 10;
- Тульчинский Г. Л. Николай и Михаил Бахтины; консонансы и контрапункты // Вопросы философии. — 2000. — № 7;
- Тульчинский Г. Л. Остранение // Проективный философский словарь: Новые термины и понятия. — СПб.: Алетейя, 2003. — С. 285—286.
- Тульчинский Г. Л., Олейник О. В., Тульчинская Л. Э., Векслер А. Ф., Лещенко О. А. Успешные социальные инвестиции — вклад в будущее России (недоступная ссылка) / Под общ. ред.: Г. Л. Тульчинский. — М. : Международный союз благотворительных организаций «Мир Добра», 2008.
- Тульчинский Г. Л. Скриптизация бытия как проблема и жанр философствования // Философские науки. — 2008. — № 8. — С. 29-31.
- Тульчинский Г. Л. Истории по жизни как опыт скриптизации бытия. Онтофания свободы как ответственности, или комическая трагедия персонологической систематизации // Философские науки. — 2008. — № 8. — С. 78-92.
- Тульчинский Г. Л. Современная культура. Деструкция или развитие? // Философские науки. — 2008. — № 10. — С. 37-38.
- Тульчинский Г. Л. Массовая культура как воплощение гуманизма просвещения, или почему российское общество самое массовое // Философские науки. — 2008. — № 10. — С. 38-58.
- Тульчинский Г. Л., Черняк М. А., Ульяновский А. В. Рефликсируя проблему // Философские науки. — 2008. — № 10. — С. 109—121.
- Тульчинский Г. Л. А. П. Люсый. Нашествие качеств: Россия как автоперевод // Философские науки. — 2008. — № 6. — С. 155—158.
- Тульчинский Г. Л. Кризис как потенциал и ресурс // Философские науки. — 2009. — № 2. — С. 68-73.
- Нещадин А. А., Люсый А., Согомонов Ю., Пахомов А., Тульчинский Г. Л., Богданова М., Кашин В., Лещенко О. А., Нещадина О. Рефлексируя проблему (недоступная ссылка) // Философские науки. — 2009. — № 3.
- Тульчинский Г. Л. Корпоративность как социальная технология свободы и ответственности // Философские науки. — 2009. — № 3. — С. 25-44.
- Тульчинский Г. Л. Новая антропология: личность в перспективе постчеловечности // Вопросы философии. — 2009. — № 4. — С. 41-56.
- Тульчинский Г. Л. Логическая культура и свобода // Философские науки. — 2009. — № 4. — С. 46-61.
- Тульчинский Г. Л. Личность как автопроект и бренд: некоторые следствия // Философские науки. — 2009. — № 9. — С. 30-50.
- Тульчинский Г. Л. New Anthropology: Person in Post-Humane Perspective // Вопросы философии. — 2009. — № 4. — С. 41-56.
- Тульчинский Г. Л. Социальное партнёрство: оценка эффективности // Социальное обоснование стратегий городского, регионального и корпоративного развития: проблемы и методы исследований. Материалы IX Дридзевских чтений. — М. : Институт социологии РАН, 2010. — С. 38-50.
- Тульчинский Г. Л. Сдвиг гуманитарной парадигмы, трансцендентальный субъект и постчеловеческая персонология // Методология и история психологии. — 2010. — Т. 5. — № 1. — С. 35-51.
- Тульчинский Г. Л. Постимперская культура как ресурс и барьер инновационного развития. (недоступная ссылка) // Философские науки. — 2010. — № 1. — С. 51-72.
- Тульчинский Г. Л. Российская культура: почему она такая и что с нею делать // Философские науки. — 2010. — № 3. — С. 70-81.
- Тульчинский Г. Л. Личность как успешный автопроект // От события к бытию. Грани творчества Галины Иванченко / Рук.: А. Ю. Чепуренко; сост.: М. А. Козлова. — М. : Издательский дом ГУ-ВШЭ, 2010. — С. 49-63.
- Тульчинский Г. Л. Г. Г. Шпет и новые перспективы гуманитарной парадигмы (Текст как интонированное бытие или инорациональность семиотики) // Густав Шпет и его философское наследие. У истоков семиотики и структурализма / Науч. ред.: Т. Г. Щедрина. — М. : РОССПЭН, 2010. — С. 181—192.
- Тульчинский Г. Л. Глобализация, постчеловечность и проблема цивилизационного выбора России // Философские науки. — 2010. — № 11. — С. 17-35.
- Тульчинский Г. Л. Гуманитарная экспертиза как социальная технология (недоступная ссылка) // Учёные записки Санкт-Петербургской академии управления и экономики. — 2010. — № 3 (29). — С. 28-38.
- Тульчинский Г. Л. «Проблема моногородов»: от «спасения» и выживания к социальной политике как основе модернизации и инновационного развития // Политика как фактор инновационного развития. — СПб. : НОРМА, 2010. — С. 37-45.
- Тульчинский Г. Л. Человек в системе общественных отношений (недоступная ссылка) // Обществознание. Учебник для бакалавров / Под общ. ред.: Б. И. Федоров. — М. : Юрайт, 2011. Гл. 3. — С. 126—182.
- Тульчинский Г. Л. Этос высшей школы как диагноз // Этика профессора: «вне-алиби-бытие». Ведомости. Вып. 39 / Под общ. ред.: В. И. Бакштановский, В. В. Новоселов. Вып. 39. — Тюмень : Научно-исследовательский институт прикладной этики, 2011. — С. 89-98.
- Тульчинский Г. Л. Философская культура России конца XX — начала XXI веков (недоступная ссылка) // Філософська думка. — 2011. — № 6. — С. 45-61.
- Тульчинский Г. Л. Философская культура и способы философствования // Философские науки. — 2011. — № 11. — С. 65-76.
- Тульчинский Г. Л. Уроки рецепции бахтинского наследия (недоступная ссылка) // Философские науки. — 2011. — № 10. — С. 129—145.
- Тульчинский Г. Л. Уроки надорвавшейся империи и обессиленного социума (недоступная ссылка) // Философские науки. — 2011. — № 12. — С. 6-14.
- Тульчинский Г. Л., Лещенко О. А., Абчук В. А., Василенко Н. В., Гелих О. Я., Зарубин В. Г., Майнцер К., Князева Е. Н., Минина В. Н., Нестеров А. В., Пигров К. С., Рубцова М. В., Соломин В. П., Терентьева В. И., Тихонов А. В., Шипунова О. Д. Управление персоналом и человеческий капитал современной России / Под общ. ред.: Г. Л. Тульчинский, О. Я. Гелих, В. П. Соломин. — СПб. : ООО «Книжный дом», 2011.
- Тульчинский Г. Л. Региональное измерение PR как public relations и public responsibility (недоступная ссылка) // PR в изменяющемся мире: Региональный аспект / Под общ. ред.: М. В. Гундарин, А. Сидорова, Ю. Явинская. Вып. 9. — Барнаул : Алтайский государственный университет, 2011. — С. 67-81.
- Тульчинский Г. Л. От «спасения» и выживания к инновационному развитию: Социальное партнёрство как основа решения проблемы моногородов // Муниципальная власть. — 2011. — № 2. — С. 36-40.
- Тульчинский Г. Л. От фанов до элиты. Поиски длинных мыслей в постманежной ситуации. (недоступная ссылка) // Знамя. — 2011. — № 3
- Тульчинский Г. Л. Постчеловеческая персонология (недоступная ссылка) // Кто сегодня делает философию в России / Сост.: А. Нилогов. — Т. 2. — М. : Аграф, 2011. — С. 491—515.
- Тульчинский Г. Л. Начала философии. Раздел III. Что такое человек? Глава 7. Человек как личность. § 13. Загадка человека. // Философские науки. — 2011. — № 2. — С. 125—133.
- Тульчинский Г. Л. Начала философии. Раздел III. Что такое человек? Глава 7. Человек как личность. § 14. Самореализация личности // Философские науки. — 2011. — № 3. — С. 133—141.
- Тульчинский Г. Л. Начала философии. Раздел III. Что такое человек? Глава 8. Культура как способ жизни. § 15. Социальный опыт // Философские науки. — 2011. — № 4. — С. 143—150.
- Тульчинский Г. Л. Начала философии. Раздел III. Что такое человек? Глава 8. Культура как способ жизни. § 16. Социальный контроль // Философские науки. — 2011. — № 5. — С. 135—144.
- Тульчинский Г. Л. Нация или охлос? Роль социально-культурных технологий в политической культуре современного общества // Философские науки. — 2011. — № 5. — С. 36-42.
- Тульчинский Г. Л. Национальная идентичность и социально-культурные технологии её формирования // Философские науки. — 2011. — № 7. — С. 23-28.
- Тульчинский Г. Л. Креативные технологии принятия решений в гуманитарной экспертизе // В кн.: Философия и культурология в современной экспертной деятельности: Коллективная монография. СПб. : Российский государственный педагогический университет им. А. И. Герцена, 2011. С. 84-98.
- Тульчинский Г. Л. Личность как проект и бренд (недоступная ссылка) // Наука телевидения. Научный альманах / Под общ. ред.: Г. Гамалея; науч. ред.: Е. Дуков. Вып. 8. — М. : Гуманитарный институт телевидения и радиовещания имени М. А. Литовчина, 2011. — С. 250—265.
- Тульчинский Г. Л., Лещенко О. А., Нещадин А. А., Горин Н. И., Дончевский Г. Н., Еремина Н. В., Игнатьев М. Н., Прилепин А. М. Модернизация России: территориальное измерение / Под общ. ред.: Г. Л. Тульчинский, А. А. Нещадин. — СПб. : Алетейя, 2011.
- Тульчинский Г. Л. Истина как онтофания свободы: персонологические основания презентации истины (недоступная ссылка) // Практики признания истины / Отв. ред.: В. В. Савчук, А. Б. Паткуль. — СПб. : Издательство Санкт-Петербургского университета, 2011. — С. 214—248.
- Яковенко И. Г., Соколов Ю. В., Шевченко В. Н., Тульчинский Г. Л. К 20-летию распада СССР. Рефлексируя проблему // Философские науки. — 2011. — № 12. — С. 50-60.
- Тульчинский Г. Л. Динамика рынка и стилистическая интеграция массовой литературы. Фэнтези и персонологический брендинг // Журнал социологии и социальной антропологии. — 2011. — Т. XIV. — № 5. — С. 364—372.
- Тульчинский Г. Л. Гуманитарная экспертиза как социальная технология // В кн.: Философия и культурология в современной экспертной деятельности: Коллективная монография. — СПб. : Российский государственный педагогический университет им. А.И. Герцена, 2011. — С. 57-74.
- Нещадин А. А., Тульчинский Г. Л. Внеэкономические факторы модернизации: мешающие стереотипы // Социологические исследования. — 2011. — № 8. — С. 132—135.
- Тульчинский Г. Л. «Проблема» моногородов: от «спасения» и выживания к инновационному развитию на основе социального партнерства // Муниципальная власть. — 2011. — № 2. — С. 36-40.
- Тульчинский Г. Л. Управление архаизацией? (недоступная ссылка) // Философские науки. — 2012. — № 5. — С. 19-25.
- Тульчинский Г. Л. Этическая экспертиза: определённость неопределенности или неопределенная определённость? // Ведомости прикладной этики. — 2012. — № 41. — С. 86-104.
- Сунгуров А. Ю., Тульчинский Г. Л., Балаян А. А. События на Манежной: анализ преподавателей и студентов. Управление конфликтом как фактор канализации социального протеста в переходных обществах (на примере беспорядков декабря 2010 года в Москве) (недоступная ссылка) // Препринты. Санкт-Петербургский филиал НИУ ВШЭ. Серия препринтов «Препринты Санкт-Петербургского филиала НИУ ВШЭ». —2012. — № 1.
- Тульчинский Г. Л., Нещадин А. А. Развитие неурбанизированных территорий: инновации и социальное партнерство // Общество и экономика. — 2012. — № 11. — С. 85-94.
- Тульчинский Г. Л. Ролевая революция и массовый энтузиазм первых советских лет // Лабиринт. Журнал социально-гуманитарных исследований. — 2012. — № 5. — С. 4-25.
- Тульчинский Г. Л., Глазунова С. М. Парадоксальность «информационных войн» как репрезентации конфликтов в современном обществе: в поисках «постинформационного Третьего» // Модернизация как управляемый конфликт. Культура конфликта во взаимодействии власти и гражданского общества как фактор модернизации России / Под общ. ред.: Л. И. Никовская. — М. : Ключ-С, 2012. — С. 333—338.
- Тульчинский Г. Л. Политическая культура как ресурс и барьер развития российского общества. (недоступная ссылка) // Россия: тенденции и перспективы развития. Ежегодник. Выпуск 7. Ч. 2 / Отв. ред.: Ю. Пивоваров. Ч. 2. Вып. 7. — М. : ИНИОН РАН, 2012. — С. 395—401.
- Тульчинский Г. Л. Общество созрело. // Эксперт Северо-Запад. — 2012. — № 1 (547). — С. 24-25.
- Тульчинский Г. Л. От общества недоверия к социальному партнерству // Социально-педагогическое партнёрство в решении социальных проблем ребёнка. — СПб. : СПбАППО, 2012. — С. 45-49.
- Тульчинский Г. Л. Общество созрело, или Перспективы легитимности власти в современной России // Философские науки. — 2012. — № 1. — С. 23-30.
- Тульчинский Г. Л. Моральный выбор — эпифеномен человеческого бытия // Прикладная этика как фронестика морального выбора. Ведомости прикладной этики. Вып. 40 / Под общ. ред.: В. И. Бакштановский, В. В. Новоселов. Вып. 40. Тюмень : Научно-исследовательский институт прикладной этики, 2012. — С. 69-83.
- Тульчинский Г. Л. Массовое общество и средний класс как источник национализма // Этнические процессы в глобальном мире: материалы IV Ежегодной междисциплинарной научной конференции, 17 февраля 2012 года. — СПб. : Астерион, 2012. — С. 15-19.
- Тульчинский Г. Л. Логика Льюиса Кэрролла и гипотеза Я. Лукасевич // Логика, язык и формальные модели / Под общ. ред.: И. Б. Микиртумов, Е. Н. Лисанюк, Ю. Черноскутов. — СПб. : Издательство Санкт-Петербургского университета, 2012. — С. 152—158.
- Тульчинский Г. Л. Культура как ресурс и барьер инновационного развития // Инновации. — 2012. — № 5. — С. 74-79.
- Тульчинский Г. Л. Культура личности и смех (недоступная ссылка) // Человек. — 2012. — № 2. — С. 20-34.
- Тульчинский Г. Л. Доверие и гражданская идентичность как факторы консолидации российского общества // Философские науки. — 2012. — № 11. — С. 75-88.
- Тульчинский Г. Л. Жизнь как проект. // Знамя. — 2012. — № 1. — С. 62-76.
- Тульчинский Г. Л. Информационные войны как конфликт интерпретаций, активизирующих «Третьего» (недоступная ссылка) // Символическая политика. Конструирование представлений о прошлом как властный ресурс / Под общ. ред.: О. Ю. Малинова. Вып. 1. — М. : ИНИОН РАН, 2012. — С. 251—262.
- Тульчинский Г. Л. «Безумие» или новая жизненная компетентность? // Социум и власть. — 2012. — № 3. — С. 124—126.
- Тульчинский Г. Л. Брендинг как фактор позиционирования и продвижения регионов // PR и реклама в системе территориального маркетинга / Науч. ред.: Д. П. Гавра. — СПб. : Санкт-Петербургский государственный университет, 2012. — С. 138—159.
- Тульчинский Г. Л. Вещь и тело как онтофания свободы (недоступная ссылка) // Семиозис и культура: лабиринты смысла / Под общ. ред.: И. Е. Фадеева, В. А. Сулимов. — Сыктывкар : Коми государственный педагогический институт, 2012. — С. 9-27.
- Тульчинский Г. Л. Уроки бахтиноведения по-бразильски // Философские науки. — 2013. — № 2. — С. 79-83.
- Тульчинский Г. Л. Argumentum ad morti: семантика и прагматика «радикальной» аргументации в дискурсе насилия // В кн.: Логика, язык и формальные модели / Под общ. ред.: И. Б. Микиртумов, Е. Н. Лисанюк, Ю. Черноскутов. — СПб. : Издательство Санкт-Петербургского университета, 2012. — С. 56-61.
- Тульчинский Г. Л. Современность и субъективность (недоступная ссылка) // Социум и власть. — 2013. — № 3. — С. 116—122.
- Тульчинский Г. Л. Современность: имманентность и поиски трансценденции (недоступная ссылка) // Философские науки. — 2013. — № 5. — С. 54-65.
- Тульчинский Г. Л. Социальное позиционирование бизнеса в России: проблема и технологии. (недоступная ссылка) // Інформаційне суспільство: науковий журнал. — 2013. — № 18. — С. 57-62.
- Тульчинский Г. Л. Рациональность и инорациональность ответственности (недоступная ссылка) // Рациональность и культура. К юбилею Владимира Натановича Поруса / Отв. ред.: Е. Г. Драгалина-Чёрная, В. В. Долгоруков. — СПб. : Алетейя, 2013. С. 121—136.
- Тульчинский Г. Л. Российская специфика корпоративной социальной ответственности (недоступная ссылка) // Corporate Social Responsibility: Wirtschaftsmodelle — Moral — Erfolg — Nachhaltigkeit / Корпоративная социальная ответственность: Экономические модели — Мораль — Успех — Устойчивое развитие. — М., Берлин : ИКАР, 2013. — С. 339—348.
- Нещадин А. А., Тульчинский Г. Л. Смена парадигмы стратегии регионального развития России (недоступная ссылка) // Общество и экономика. — 2013. — № 6. — С. 146—156.
- Тульчинский Г. Л. Когнитивный менеджмент и проектно-сетевой социум. (недоступная ссылка) // Вестник Томского государственного университета. Философия. Социология. Политология. — 2013. — № 2 (22). — С. 113—116.
- Тульчинский Г. Л. Мальчик был… О неполитическом либерализе в России // Человек, культура, образование. — 2013. — Т. 8. — № 2. — С. 169—195.
- Тульчинский Г. Л. Недоверие и притворство как источники подозрения: цивилизационные факторы (недоступная ссылка) // Философские науки. — 2013. — № 6. — С. 32-39.
- Тульчинский Г. Л. Парадоксальность современного чтения: от социализации к культуральному следопытству (недоступная ссылка) // Мысль: Журнал Петербургского философского общества. — 2013. — № 14. — С. 91-101.
- Тульчинский Г. Л. Политическая культура на осях ценностно-нормативной модели социогенеза // Философские науки. — 2013. — № 1. — С. 24-38.
- Тульчинский Г. Л. Развитие неурбанизированных территорий: Инновации и социальное партнерство (Россия входит в ОЭСР неурбанизированными территориями) (недоступная ссылка) // Россия: тенденции и перспективы развития. Ежегодник. Выпуск 8. Ч.2 / Под общ. ред.: Ю. С. Пивоваров. Ч. 2. Вып. 8. — М. ИНИОН РАН, 2013. — С. 701—711.
- Тульчинский Г. Л. Субъективность и постсекулярность современности: новая трансценденция или фрактальность «плоского» мира? // Международный журнал исследований культуры. — 2013. — Т. 12. — № 3. — С. 51-56.

на других языках
- Tulchinsky G. L. Information wars as a conflict of interpretations: activating the ‘third party' // Russian Journal of Communication. — 2013. — Vol. 5. — No. 3. — P. 244—251.